# Czaszówka rudawa
Czaszówka rudawa (Deconica micropora (Noordel. & Verduin) Noordel.) – gatunek grzybów należący do rodziny pierścieniakowatych (Strophariaceae).

## Systematyka i nazewnictwo
Pozycja w klasyfikacji według Index Fungorum: Deconica, Strophariaceae, Agaricales, Agaricomycetidae, Agaricomycetes, Agaricomycotina, Basidiomycota, Fungi.
Po raz pierwszy opisali go w 1999 r. Machiel Evert Noordeloos i Sebastiaan J.W. Verduin, nadając mu nazwę Psilocybe micropora. W 2009 r. Machiel Evert Noordeloos przeniósł go do rodzaju Deconica. Komisja ds. Polskiego Nazewnictwa Grzybów w 2025 r. zarekomendowała polską nazwę czaszówka rudawa.

## Występowanie i siedlisko
W Polsce po raz pierwszy jego stanowiska podali Anna Kujawa i inni w 2019 r., w późniejszych latach podano następne stanowiska. Aktualne stanowiska podaje także internetowy atlas grzybów. Znajduje się w nim na liście gatunków zagrożonych i wartych objęcia ochroną.
Saprotrof.